# 船木馬養
船木 馬養（ふなき の うまかい、生没年不詳）は、奈良時代後期の官人。姓は直。官位は外従五位下・若狭守。

## 経歴
称徳朝の天平神護3年（767年）7月11日、物を献上した功績で、従八位下より外従五位下に昇叙され、以後、位階はこれ以上あがってはいない。翌神護景雲2年（768年）7月、越前員外守に就任。
光仁朝・桓武朝では村国子老の後任の園池正、文室於保の後任の若狭守を歴任する。
その後、ほどなくして没したらしく、延暦13年（794年）、越前国の人で、船木直安麻呂の言葉として、父親の馬養が公事に供するために米1000斛を収積したが、意志を果たさぬうちにはやくに没したため、自分が米を平安宮の造宮料に供したいと希望し、許されている。

## 官歴
『続日本紀』による。
- 時期不詳：従八位下
- 天平神護3年（767年）7月11日：外従五位下
- 神護景雲2年（768年）7月1日：越前員外守
- 宝亀5年（774年）3月5日：園池正
- 天応元年（781年）5月25日：若狭守